# Oberelsbach
Oberelsbach är en köping (Markt) i Landkreis Rhön-Grabfeld i Regierungsbezirk Unterfranken i förbundslandet Bayern i Tyskland.